# Marcelo Torcuato de Alvear

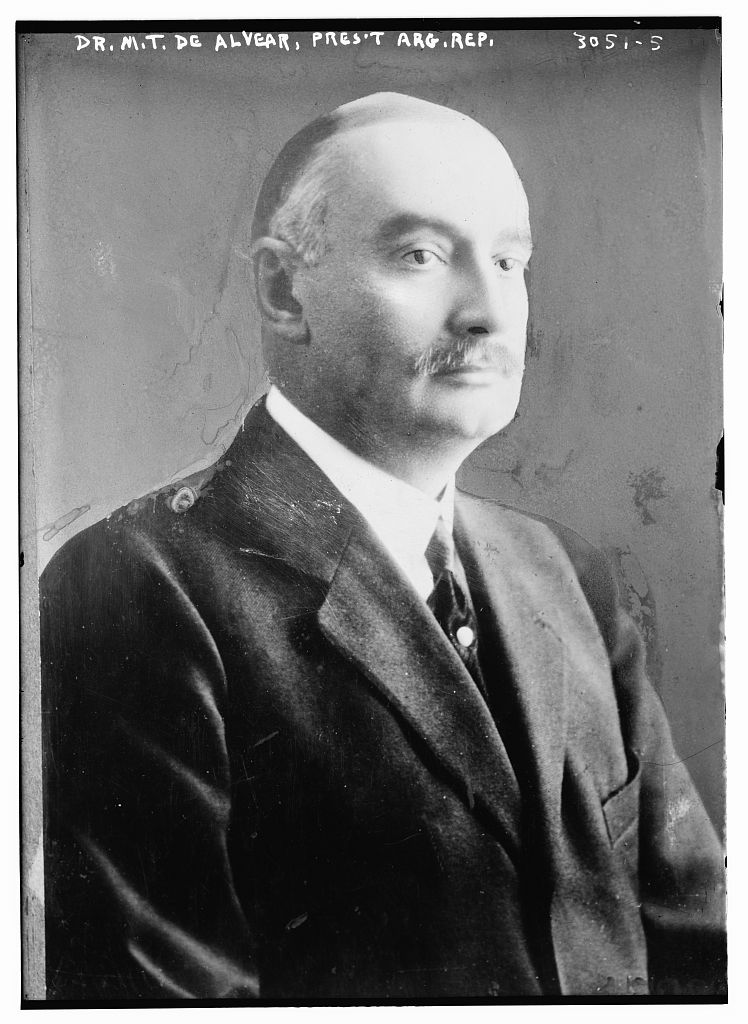
Marcelo Torcuato de Alvear

Marcelo Torcuato de Alvear, född 4 oktober 1868 och död 23 mars 1942, var en argentinsk statsman.

## Biografi
Alvear anslöt sig efter avlagd universitetsexamen i födelsestaden Buenos Aires till det radikala partiet, och invaldes i kongressen 1912. Åren 1916-1922 var han Argentinsk minister i Frankrike, och Argentinas president 1922-1928 efter Irigoyen. Alvear, som förvärvat ingående kännedom om europeiska förhållanden, höjde i flera avseenden sitt lands politiska standard.
Alvear, som tillhörde partiets moderata flygel, fortsatte Irigoyens reformpolitik, särskilt på det sociala området, men vägrade att bli en lydig lekboll för denne. Detta medförde en klyvning inom partiet mellan Irigoyens anhängare, de s. k. personalisterna och Alvears grupp, antipersonalisterna. De förra tog tills vidare hem segern.
Sedan Irigoyen efter sitt återval till president 1928 snabbt fördärvat partiets ställning, gick makten genom en statskupp 1939 över till de konservativa. Medan antipersonalisterna i allmänhet stödde den nya regimen, vägrade Alvear samarbete med denna, vann ökat gehör bland radikalerna och framträdde allt mera som oppositionens främste ledare. Till följd av kuppförsök var han 1931–32 och 1933–34 internerad eller i landsflykt.
Vid 1937 års presidentval var Alvear det radikala partiets (personalisternas) kandidat men besegrades. Under andra världskrigets första år opponerade Alvear mot regeringens utrikespolitik och var aktivt verksam med att förbättra relationerna mellan Argentina och de allierade.